# Vostočnaja konferencija
La Vostočnaja konferencija (in russo Восточная конференция, Girone orientale) è una delle due conference della Kontinental Hockey League (KHL) utilizzata per dividere le squadre.
Fu creata nel 2009 quando venne la KHL riorganizzò le quattro divisioni inserendole all'interno delle due conference.

## Divisioni
la Eastern Conference comprende 12 squadre in 2 divisioni: Charlamov, Černyšëv.
Divizion Charlamova
- Ak Bars Kazan’
- Avtomobilist
- Kunlun R. Star
- Magnitogorsk
- Neftechimik
- Traktor Čeljabinsk

Divizion Černyšëva
- Admiral
- Amur Chabarovsk
- Avangard Omsk
- Barys Astana
- Salavat Julaev
- Sibir’ Novosibirsk

## Altre squadre
Hanno fatto parte del girone orientale anche:
- Metallurg Novok.
- Lada Togliatti
- Jugra C.-M.
- Torpedo N. Novg.

## Campioni dei Playoff
Nota: in grassetto sono indicate le squadre campioni KHL.
- 2008-09: titolo non assegnato
- 2009-10:  Ak Bars Kazan’
- 2010-11:  Salavat Julaev
- 2011-12:  Avangard Omsk
- 2012-13:  Traktor Čeljabinsk
- 2013-14:  Magnitogorsk
- 2014-15:  Ak Bars Kazan’
- 2015-16:  Magnitogorsk
- 2016-17:  Magnitogorsk
- 2017-18:  Ak Bars Kazan’

- 2018-19:  Avangard Omsk
- 2019-20: Non assegnato a causa della pandemia di COVID-19
- 2020-21:  Avangard Omsk